# Julius Lerche
Julius Lerche (* 14. Mai 1836 in Nordhausen; † 29. Juni 1914 ebenda) war ein deutscher Jurist und Abgeordneter.

## Leben
Lerche besuchte das Gymnasium in Nordhausen und studierte Rechtswissenschaften ab 1855 an der Universität Halle und ab 1857 an der Universität Berlin. 1855 wurde er Mitglied des Corps Normannia-Halle. Er trat 1858 in den Justizdienst ein und wurde Auskultator und Referendar in Nordhausen, Breslau und Halberstadt. 1864 wurde er Gerichtsassessor und 1867 Kreisrichter in Körlin. 1870 wurde er Kreisrichter in Bleicherode und ab 1875 Kreisrichter bzw. Amtsrichter in Nordhausen.
Von 1881 bis 1890 war er Mitglied des Deutschen Reichstags für den Wahlkreis Regierungsbezirk Erfurt 1 (Nordhausen, Hohenstein). Zwischen 1889 und 1893 war er auch Mitglied des Preußischen Abgeordnetenhauses.